# Orgères-en-Beauce
Orgères-en-Beauce ist eine französische Gemeinde mit 998 Einwohnern (Stand: 1. Januar 2022) im Département Eure-et-Loir in der Region Centre-Val de Loire. Sie gehört zum Arrondissement Châteaudun und ist Mitglied im Gemeindeverband Communauté de communes Cœur de Beauce. Die Einwohner werden Orgerois und Orgeroises genannt.

## Geographie
Orgères-en-Beauce liegt etwa 31 Kilometer nordnordwestlich von Orléans. Umgeben wird Orgères-en-Beauce von Nachbargemeinden Fontenay-sur-Conie im Norden, Loigny-la-Bataille im Osten und Süden, Guillonville im Südwesten sowie Courbehaye im Westen.

## Bevölkerungsentwicklung
| Jahr                       | 1962 | 1968 | 1975 | 1982 | 1990 | 1999 | 2006 | 2013 | 2020 |
| -------------------------- | ---- | ---- | ---- | ---- | ---- | ---- | ---- | ---- | ---- |
| Einwohner                  | 749  | 856  | 987  | 1052 | 1054 | 1024 | 1081 | 1102 | 1003 |
| Quellen: Cassini und INSEE |      |      |      |      |      |      |      |      |      |

## Sehenswürdigkeiten
- Kirche Saint-Pierre
- Wasserturm

## Persönlichkeiten
- Edmond Modeste Lescarbault (1814–1894), französischer Arzt und Amateur-Astronom, betrieb in Orgères eine Praxis